# Boogaloo
Pour les articles homonymes, voir Boogaloo (homonymie).
Ne doit pas être confondu avec Mouvement Boogaloo.
 (mars 2024).
Si vous disposez d'ouvrages ou d'articles de référence ou si vous connaissez des sites web de qualité traitant du thème abordé ici, merci de compléter l'article en donnant les références utiles à sa vérifiabilité et en les liant à la section « Notes et références ».
Le boogaloo', ou bugalú (aussi appelé shing-a-ling, latin boogaloo, latin soul ou RnB latino), est un genre de musique latine, ayant émergé dans les années 1960 aux États-Unis, puisant sa source d'inspiration dans le latin jazz, la rythmique afro-cubaine, le rhythm and blues et l'énergie soul noire du début des années 1960.

## Terminologie
Les hispanophones écrivent bugalu » ; on parle aussi de latin soul, et de shing-a-ling. L'arrivée de la salsa mettra fin à cette mode quelques années plus tard.

## Histoire

### Débuts et succès
L'apparition soudaine de ce style musical est due à l'explosion d'une nouvelle danse, le boogaloo, sur la fin de l'année 1966 dans le Spanish Harlem de New York. Le boogaloo, mélange d'ingrédients épicés de la musique soul et d'exaltations du latin jazz dont le plus grand ambassadeur du genre a été le Joe Cuba Sextet emmené par son leader charismatique. On peut également citer comme vedettes emblématiques Johnny Colón, Willie Colón, Pete Rodríguez, Ray Terrace et surtout Pete Terrace dont les titres seront publiés en France par le label Disques Vogue international.
Au début des années 1970, le club new-yorkais Chez José était un lieu emblématique du boogaloo, Pete Terrace y enregistrera son célèbre album live King of the Boogaloo.

### Déclin
À la fin des années 1990-début des années 2000, des groupes de salsa colombiens ont remis le boogaloo au goût du jour : La Sonora Carruseles (Soy el rey, Federico Boogaloo, Micaela, El Pito...) Fruko et Grupo Galé.

## Albums et chansons notables

### Albums
- 1967 : Pete Terrace - King of the Boogaloo (Live at Chez José in New York)[2], Somerset Records (en) (Somerset 646  & Alshire Records / Alshire ASR 101 & SF-31400).

### Chansons
- Joe Cuba Sextet : Bang Bang, El pito
- Pete Terrace : King of the Boogaloo, El Pito, I'm Gonna Make it Baby, It's Boogaloo Time, D.M. Boogaloo
- Pete Rodriguez : I like it like that, Micaela, Soy el Rey
- Ray Barretto : El Watusi, Son Cuero Y Boogaloo, Soul drummers
- Bobby Valentin : Use It Before You Lose It, Batman's Boogaloo
- Willie Rosario : Let's Boogaloo (musique du film Blow)
- Eddie Palmieri : African twist
- Richie Ray y Bobby Cruz : Jala Jala
- Pucho & His Latin Soul Brothers (en) : Chitterlings Con Carne

## Allusions
Ray Charles (1963), puis The Blues Brothers (le titre est repris pour la BO du film Les Blues Brothers, en 1980), rendent hommage au boogaloo dans la chanson Shake a Tail Feather. Dans la chanson Nobody but Me, enregistrée en 1967 par le groupe The Human Beinz, on retrouve le shing-a-ling et le boogaloo : « Nobody can do shing-a-ling like I do [...] Nobody can do boogaloo like I do ».
Le Québécois Robert Charlebois les évoque dans sa chanson Ordinaire, sur des paroles de Mouffe, sortie en 1970 : « Y en aura d'autres, plus jeunes, plus fous. Pour faire danser les boogaloos ».
Dans la chanson All the Young Dudes écrite par David Bowie (1972) pour Mott the Hoople, on le retrouve dans le refrain : « All the young dudes, Carry the news, Boogaloo dudes, Carry the news ».
On doit à Ringo Starr la chanson Back Off Boogaloo, sortie en 1972.
La chanson I'm the Greatest écrite par John Lennon et interprétée par Ringo Starr sur son album Ringo publié en 1973 mentionne le boogaloo : « I was in the greatest show on Earth, For what it was worth. Now I'm only thirty-two; And all I wanna do, is boogaloo ».
Le chanteur populaire français Carlos y fait allusion dans son album Le Bougalou du loup-garou et la chanson éponyme Le Bougalou du loup-garou (1976).
Le groupe allemand Modern Talking mentionne a « Little boo-ga-loo » dans la chanson Hey You incluse dans l'album "Ready for Romance" (1986).
Sur l'album Rock'n'roll part 9, Les Wampas ont écrit une chanson sur le boogaloo (Le boogaloo porte ses fruits...), en 2006.
Le groupe Phil JL Robert & 3kindred Spirit fait allusion au Boogaloo dans le titre de l'album BoOgAloO ZoO (2015) et dans la chanson We Love the Boogaloo.
L'indicateur de police dans le dessin-animé Funky Cops s'appelle Boogaloo. Le chanteur The Weeknd y fait allusion dans "Phantom Regret".

## Electric boogaloo
Un style de popping (une des formes de danse hip-hop) est appelé « Electric boogaloo (en) », il doit son nom au groupe de danse californien The Electric Boogaloos. Un film traitant de l'electric boogaloo, Breakin' 2: Electric Boogaloo (en), suite du film de breakdance Breakin', est devenu célèbre pour son titre qui sera tourné en ridicule. Il est à l'origine d'un gag récurrent qui consiste à appeler « Electric Boogaloo » toute suite de film censée être mauvaise ; en découleront de nombreux mèmes tels Frankenstein 2: Electric Boogaloo, ou La Bible II: Electric Boogaloo.